# 鏡が岡
鏡が岡（かがみがおか）は、新潟県新潟市中央区の町字。現行行政地名は鏡が岡。住居表示実施済み区域。郵便番号は950-0074。

## 概要
1968年（昭和43年）から現在の町名。
新栗ノ木川の左岸に位置する。
もとは沼垂と馬越の一部。

### 隣接する町字
北から東回り順に、以下の町字と隣接する。
- 日の出
- 西馬越
- 長嶺町
- 沼垂東

※新栗ノ木川を挟んで本馬越と隣接。

## 世帯数と人口
2018年（平成30年）1月31日現在の世帯数と人口は以下の通りである。
| 丁目 | 世帯数  | 人口  |
| ---- | ------- | ----- |
| ---  | 163世帯 | 352人 |
| 計   | 163世帯 | 352人 |

## 歴史
- 1968年（昭和43年） : 沼垂から分立。
- 2007年（平成19年）4月1日 : 新潟市の政令指定都市移行により、中央区の町丁となる。

## 主な企業・施設
- 今代司酒造
- 新潟市立沼垂小学校

## 小・中学校の学区
市立小・中学校に通う場合、学区は以下の通りとなる。
| 丁目 | 番地 | 小学校             | 中学校               |
| ---- | ---- | ------------------ | -------------------- |
| ---  | 全域 | 新潟市立沼垂小学校 | 新潟市立東新潟中学校 |

## 交通

### 道路
国道
- 国道7号 (栗ノ木バイパス)

県道
- 新潟県道5号新潟新津線